# Playa de La Maza
La playa La Maza o playa de los vagos, como se conoce popularmente, es un arenal situado en el municipio de San Vicente de la Barquera, en la comunidad autónoma de Cantabria, España. Es una playa pequeña de arena en la que se permite perros.

## Ubicación y acceso
Está situada entre las localidades de San Vicente de la Barquera y la Braña, junto al puente de La Maza, en el interior de la ría de San Vicente de la Barquera. Se puede llegar perfectamente en coche y dispone de aparcamiento vigilado, el número máximo de plazas del aparcamiento es 50. La vía más próxima es la carretera N-634 y cuenta con una buena señalización. El autobús que llega hasta a la playa no es urbano.

## Historia
En el invierno de 2013, las intensas lluvias causaron un argayo en la zona este de la playa que destruyó el único acceso a este pequeño arenal. Como cansecuencia, la playa se quedó sin su único acceso hasta la construcción de una escalera de madera en junio de 2014.
El 27 de julio de 2015 La Maza pasó a ser la quinta playa en permitir oficialmente a los bañistas ir acompañados de sus mascotas durante todo el año. Además de esta, las otras cuatro playas que existen en Cantabria donde se admite la entrada con animales son: la Playa de Berria en Santoña, Brazomar, Cargadero de Mioño y Oriñón en Castro Urdiales.